# Stazione meteorologica di Tortona
La stazione meteorologica di Tortona è la stazione meteorologica di riferimento relativa alla città di Tortona.

## Coordinate geografiche
La stazione meteorologica si trova nell'Italia nord-occidentale, in Piemonte, in provincia di Alessandria, nel comune di Tortona, a 125 metri s.l.m. e alle coordinate geografiche 44°54′N 8°52′E.

## Dati climatologici
In base alla media trentennale di riferimento 1961-1990, la temperatura media del mese più freddo, gennaio, si attesta a +1,1 °C, la massima media è di +3,5 °C, la minima media è di -1,4 °C; la temperatura del mese più caldo, luglio, è di +24,2 °C, la massima media è di +29,3 °C, la minima media è di 19,1 °C.
Le precipitazioni medie annue si aggirano tra i 700 e i 750 mm, mediamente distribuite in 65 giorni, e presentano un minimo in inverno ed estate, un picco molto accentuato autunnale e un massimo secondario in primavera .
| Tortona             | Mesi | Mesi | Mesi | Mesi | Mesi | Mesi | Mesi | Mesi | Mesi | Mesi | Mesi | Mesi | Stagioni | Stagioni | Stagioni | Stagioni | Anno |
| Tortona             | Gen  | Feb  | Mar  | Apr  | Mag  | Giu  | Lug  | Ago  | Set  | Ott  | Nov  | Dic  | Inv      | Pri      | Est      | Aut      | Anno |
| ------------------- | ---- | ---- | ---- | ---- | ---- | ---- | ---- | ---- | ---- | ---- | ---- | ---- | -------- | -------- | -------- | -------- | ---- |
| T. max. media (°C)  | 3,5  | 6,4  | 12,0 | 17,0 | 21,0 | 25,8 | 29,3 | 28,1 | 23,8 | 16,2 | 9,6  | 4,9  | 4,9      | 16,7     | 27,7     | 16,5     | 16,5 |
| T. min. media (°C)  | −1,4 | −0,1 | 4,2  | 8,5  | 12,6 | 17,1 | 19,1 | 18,4 | 15,3 | 9,8  | 4,6  | 0,4  | −0,4     | 8,4      | 18,2     | 9,9      | 9,0  |
| Precipitazioni (mm) | 25   | 43   | 59   | 77   | 49   | 50   | 24   | 39   | 51   | 116  | 133  | 70   | 138      | 185      | 113      | 300      | 736  |
| Giorni di pioggia   | 4    | 6    | 7    | 7    | 4    | 5    | 4    | 3    | 3    | 7    | 9    | 6    | 16       | 18       | 12       | 19       | 65   |